# 周永生
周 永生（しゅう・えいせい、1963年4月 - ）は、中華人民共和国の政治学者、歴史学者。日本外交、経済外交、東アジア国際関係史を専攻。外交学院教授。

## 人物
黒竜江省生まれ、山東省出身。1986年、ハルビン師範大学卒業。1989年、吉林大学大学院修士課程修了。1997年、外務省外交政策局博士課程。1996年から1997年まで早稲田大学法学部で在外研究。
1989年 - 1994年、ハルビン師範大学歴史学部講師。1997年 - 2012年、外務省国際関係研究所講師。2008年 - 2009年、政策研究大学院大学客員研究員。